# Carl Johan Idestam
Carl Johan Idman, anobli en 1814 en Carl Johan Idestam (né le 18 décembre 1759 à Huittinen - 11 novembre 1821 à Turku) est un sénateur finlandais et président du conseil d'administration de la Banque de Finlande.